# Julius Ševčík
Pour les articles homonymes, voir Ševčík.
Julius Ševčík, né le 28 octobre 1978 à Prague (Tchécoslovaquie), est un réalisateur et scénariste tchèque.
Son film de 2016, Jan Masaryk, histoire d'une trahison, a remporté douze Lions tchèques.

## Biographie
Ševčík étudie la réalisation à l'École de cinéma et de télévision de l'Académie des arts du spectacle à Prague et à la New York Film Academy.

## Filmographie (sélection)
| Année | Titre                                | Rôle                    |
| ----- | ------------------------------------ | ----------------------- |
| 2005  | Restart                              | Réalisateur, scénariste |
| 2009  | Normal                               | Réalisateur, scénariste |
| 2016  | Jan Masaryk, histoire d'une trahison | Réalisateur, scénariste |
| 2019  | The Glass Room (en)                  | Réalisateur             |